# Margot Contreras
Margot Contreras Boom (siglo XX-Caracas, Venezuela; 2 de marzo de 2024) fue una bailarina y maestra de ballet venezolana, parte de la generación que inició la actividad dancística en el país en los años 1940. Creadora y fundadora, junto a su hermana Irma Contreras, de la Academia Interamericana de Ballet, del Ballet Interamericano de Venezuela y del Ballet Nacional de Venezuela.

## Biografía

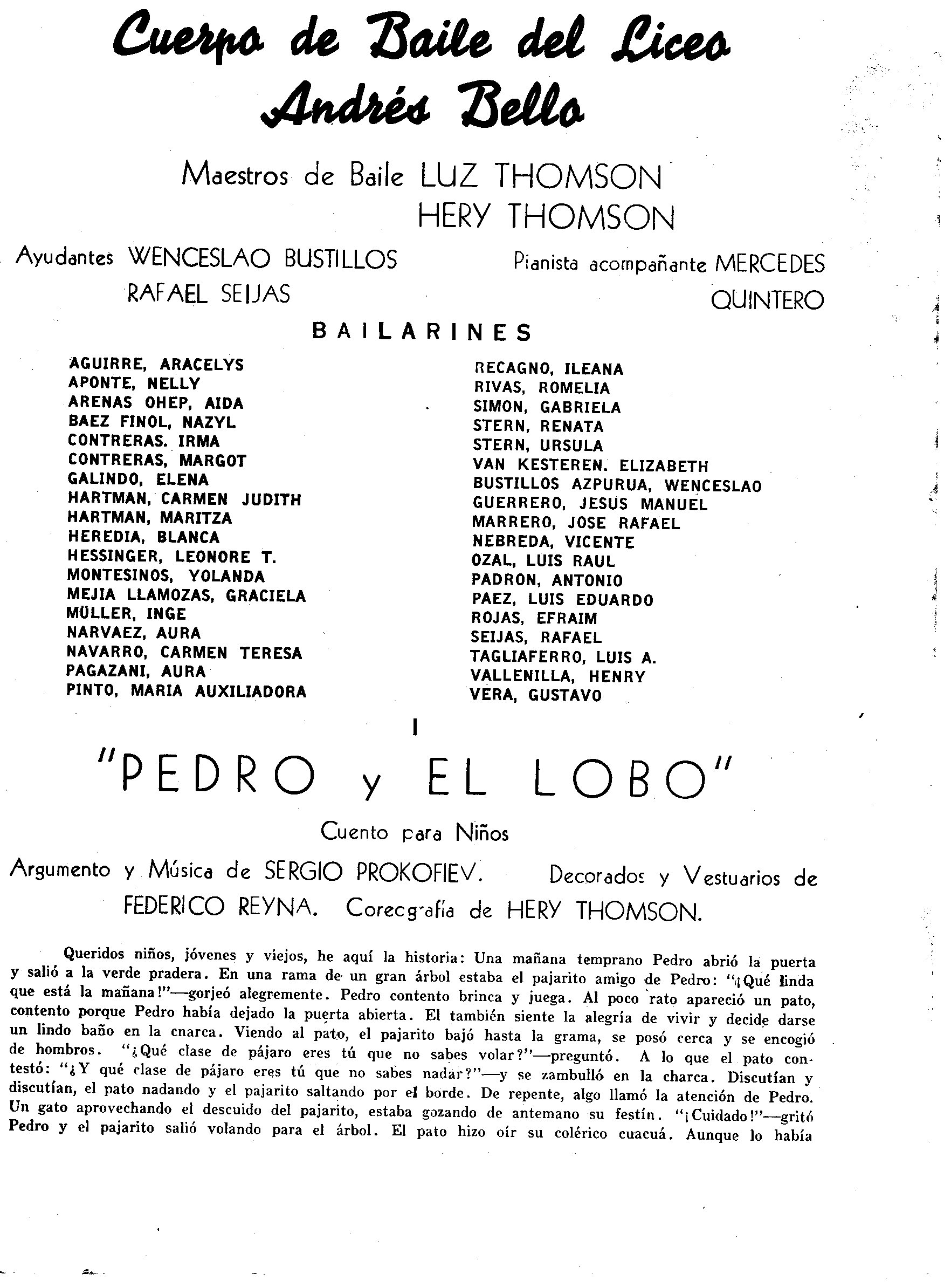
Programa de mano (página 01) de una función del Cuerpo de baile del Liceo Andrés Bello. Junio de 1946. Caracas, Venezuela

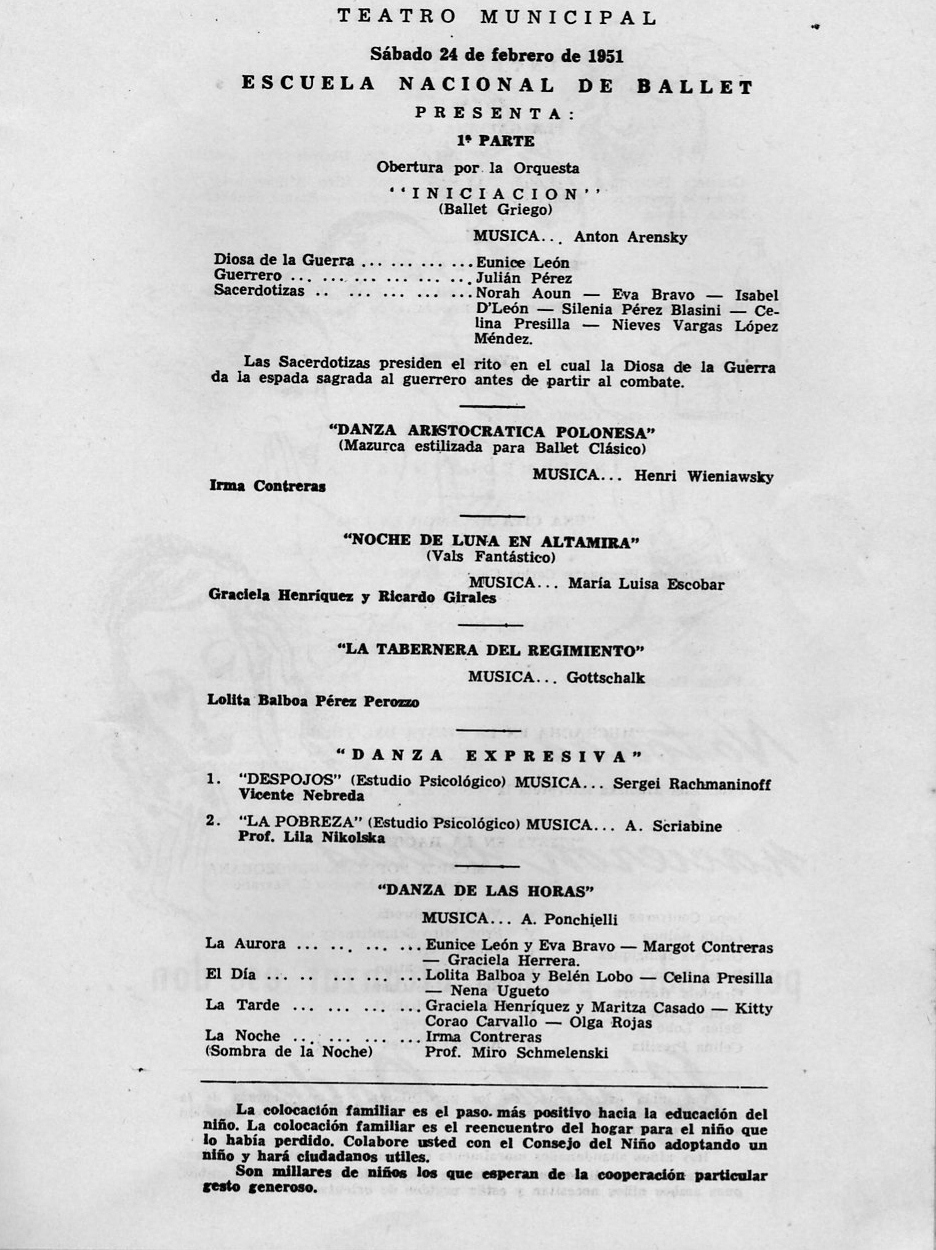
Programa de mano de una función de la Escuela Nacional de Ballet (interior). Teatro Municipal de Caracas, Venezuela, 24 de febrero de 1951.

Inicia sus estudios de ballet en Caracas con los maestros argentinos Hery y Luz Thomson en una cátedra experimental que abrió el Liceo Andrés Bello cerca del año 1945.
En 1948 ingresa a la Escuela Nacional de Ballet, dirigida por Nena Coronil y posteriormente al Ballet Nena Coronil.
En 1955, luego de discrepancias con Nena Coronil, funda la Academia Interamericana de Ballet y el Ballet Interamericano de Venezuela, incorporándose al proyecto muchos de los alumnos de la Escuela Nacional de Ballet. Gracias a su buena gerencia, esta academia contó con importantes maestros internacionales como Lila Nikolska, Henry Danton, Lynne Golding, William Dollar, Ana Istomina y Addy Addor; y un numeroso alumnado y, al poco tiempo, se convirtió en la mejor escuela de ballet del país.
En 1957 funda junto a su hermana Irma Contreras el Ballet Nacional de Venezuela, primera compañía de ballet profesional que existió en el país.
Falleció en Caracas a los 99 años de edad, el 2 de marzo de 2024.